# Hermann Mitgau
Johann(es) Hermann Mitgau (* 23. Mai 1895 in Braunschweig; † 14. Dezember 1980 in Göttingen) war ein deutscher Soziologe und Genealoge. Zeit seines Forscherlebens versuchte er, die Entstehung und den Wandel gesellschaftlicher Hierarchien aus Vererbungsvorgängen zu erklären. Schon 1911 war er in Braunschweig dem Wandervogel beigetreten und während des Ersten Weltkrieges ein führendes Mitglied des Feldwandervogels. Auch im Alter blieb er der Jugendbewegung und ihrer Erforschung verbunden.

## Leben
Der Sohn eines Maschinenbauingenieurs und Landgewerberats machte 1914 das Abitur am Wilhelm-Gymnasium in Braunschweig und meldete sich dann als Kriegsfreiwilliger. Er gehörte dem Ostfriesischen Infanterie-Regiment Nr. 78 an und wurde bei Gefechten in Ostpreußen eingesetzt und verwundet. Nach einem Lazarettaufenthalt wurde er wieder garnisonsverwendungsfähig und kam zur Gouvernementsverwaltung nach Brüssel.
Ab 1918 studierte er in Marburg und an der Universität Heidelberg bei Max Weber, Alfred Weber und Karl Mannheim, wurde dort 1922 promoviert und – nach Tätigkeiten für den Allgemeinen Studentenausschuss, die "Heidelberger Studentenhilfe" (ein Verein für Studentenhilfe) sowie als Wissenschaftlicher Assistent – 1930 mit einer Arbeit über das Soziale Generationsschicksal habilitiert. Noch 1930 wurde er Professor für Volks- und Staatsbürgerkunde an der Pädagogischen Akademie in Frankfurt/Oder. Nach deren Auflösung war er von 1932 bis 1933 Lehrbeauftragter an der Hochschule für Politik in Berlin. Von 1934 bis 1939 lehrte er als Professor für Volkskunde und Familienforschung an der Hochschule für Lehrerbildung in Cottbus und in Schneidemühl.
Mitgau wurde nach der „Machtergreifung“ 1933 Mitglied der SA und ab 1934 des Nationalsozialistischen Lehrerbundes. Am 1. Juli 1937 beantragte er die Aufnahme in die NSDAP und wurde rückwirkend zum 1. Mai desselben Jahres aufgenommen (Mitgliedsnummer 4.630.629). 1938 bewarb er sich um Aufnahme in die SS, der er ab 1943 im Rang eines Untersturmführers des SD angehörte. Nach 1939 war er (gemeinsam mit Elisabeth Pfeil) am Aufbau des geplanten Reichsinstituts für Bevölkerungswissenschaft und Bevölkerungspolitik in München beteiligt und arbeitete im Rahmen eines Forschungsauftrages für das Statistische Landesamt in München. Kriegsteilnehmer war er erneut 1942 und 1944/45.
1923 hatte er Marianne Pomnitz geheiratet und mit ihr drei Kinder. 1945 flüchtete seine Familie aus Schmellwitz im Spreewald in den Westen.
Von 1946 bis zu seiner Emeritierung 1963 war Mitgau als Professor für Geschichtsdidaktik an der Pädagogischen Hochschule in Göttingen tätig.
Der Schwerpunkt Mitgaus bei der Erklärung gesellschaftlicher Entwicklungen lag bei der Genealogie. So zog er auch „Sippengefüge“ und Abstammungsfolgen zur Erläuterung der Klassen- und Ständebildung heran, insbesondere in Zusammenhang mit sozialer Mobilität. Dabei hob er die Bedeutung des vererbenden Blutsverbandes und des Geschlechts in früheren ständisch-hierarchischen Schichtungen hervor. Horst Knospe rechnet deshalb die Forschungen Mitgaus einer soziologischen Vererbungswissenschaft zu. Doch bedeutet die Verbindung des juristischen Vererbungsbegriffes mit Soziologie eben zugleich auch Tradition und Tradierung.

## Schriften (Auswahl)
- Studentische Demokratie. Beiträge zur neueren Geschichte d. Heidelberger Studentenschaft.  J. Hörning, Heidelberg 1927.
- 5 Jahre Volks- und Sippenkunde an der Hochschule für Lehrerbildung zu Cottbus 1934–39. Verein für Heimatkunde, Cottbus 1941.
- Berufsvererbung und Berufswechsel im Handwerk. Untersuchungen über das Generationsschicksal im Gesellschaftsaufbau. Wichern-Verlag, Berlin 1952.
- Ständische Daseinsformen genealogisch gesehen. Untersuchungen über das Generationsschicksal im Gesellschaftsaufbau. Heinz Reise, Göttingen 1953.
- Zur Entwicklung der genealogischen Soziologie. Ein Blick über die Zäune der Fachdisziplinen. Degener, Neustadt an der Aisch 1966.
- Genealogie als eine Sozialwissenschaft. Gesammelte Abhandlungen. Heinz Reise, Göttingen 1977.